# Kantonsschule Frauenfeld
Die Kantonsschule Frauenfeld in Frauenfeld ist die grösste Mittelschule des Kantons Thurgau. Das Hauptgebäude aus dem Jahre 1911 befindet sich an der Ringstrasse. Im Volksmund wird diese Kantonsschule meist als Kanti bezeichnet.

## Geschichte
Bereits seit der Gründung des Kantons Thurgau im Jahre 1803 bestand das Bedürfnis nach einer höheren Schulbildung im Kanton. 30 Jahre später wurde in Kreuzlingen ein kantonales Lehrerseminar eröffnet. Als Standort für eine Kantonsschule standen Diessenhofen, Weinfelden und Frauenfeld zur Auswahl. Der Grosse Rat beschloss 1847 die Gründung einer Kantonsschule in Frauenfeld. Das Schulgebäude mit Konvikt sollte an der Promenadenstrasse zu stehen kommen. Nach dem Baubeschluss wurde die neue Kantonsschule bis 1851 nach Plänen von Johann Joachim Brenner errichtet, konnte aufgrund eines Volksvetos von 1850 aber zunächst nicht als Kantonsschule genutzt werden, sondern diente der Lagerung der Güter der aufgelösten Klöster Fischingen und Kartause Ittingen. Die Kantonsschule Frauenfeld wurde am 14. November 1853 eröffnet. Der endgültige Ausbau der Räumlichkeiten erfolgte 1857–58. Im ersten Semester wurden 81 Schüler und sechs Lehrkräfte gezählt. In den 1860er Jahren entstanden die beiden Schülerverbindungen, Thurgovia (Mitgründer Ludwig Forrer) und Concordia (Kantonsschul-Turnverein). 1954–1968 gab es das Forum, ursprünglich ein Ableger des SCV Sangallensis (St. Galler CVJM-Verbindung). Seit 1992 gibt es auch die Damenverbindung Licornia.
Der Anstieg der Schülerzahl auf 200 führte zu einer Raumnot im Gebäude. Aus diesem Grund wurde ein zweites Gebäude errichtet, welches heute das Obergericht des Kantons Thurgau beherbergt. Als das Raumangebot nach weiteren Anstiegen der Schülerzahlen zu knapp wurde, unterstützte die Stadt Frauenfeld einen grosszügigen Neubau an der Ringstrasse. Nach einem Bauwettbewerb 1907, den das Frauenfelder Büro Brenner und Stutz gewann, wurde das Projekt 1908 auch an der Urne bestätigt und 1909 bis Oktober 1911 errichtet. Dieser Neubau bot der Schule beinahe sechzig Jahre genug Platz, danach dienten Holzbaracken hinter dem Hauptgebäude bis heute als Provisorien. Als Erweiterung entstand 1993 ein Neubau an der Speicherstrasse, und am 27. November 2022 stimmte das Thurgauer Volk mit 69 % einem zusätzlichen Erweiterungsbau zu, der auch die fünfzigjährigen Provisorien ersetzen soll.
Die erste Turnhalle, die sogenannte Konvikthalle, wurde mit der Kantonsschule eröffnet und war bis ins Jahr 2003 in Gebrauch. 1968 wurden zwei weitere Turnhallen eingeweiht. Diese Turnhallen wurden 2003 durch eine Dreifachturnhalle ergänzt.
Die Kantonsschule Frauenfeld führt heute ein Gymnasium, eine Fachmittelschule und eine Informatikmittelschule.

## Gebäude
Im ersten Schulgebäude von 1853 ist heute die Kantonsbibliothek untergebracht, im damaligen Konvikt befindet sich zurzeit das Obergericht.
Das heutige Hauptgebäude aus dem Jahre 1911 von den Architekten Brenner & Stutz ist im Jugendstil erbaut und sticht als sehr repräsentatives Gebäude mit altem Baumbestand hervor. Den nördlichen Eckbau krönt eine Laterne mit einer Plattform von 5 Metern Breite, die als Aussichtsturm verwendet wird. Das Gebäude ist in den Jahren 1993 bis 1995 sanft renoviert worden. Mit dieser Renovation gilt es als eines der schönsten Jugendstil-Schulhäuser der Schweiz. Seit dem 1. Februar 2012 ist es im Kulturgüter-Inventar des Bundes.
Im Gebäude befinden sich nebst Unterrichtsräumen jene der Schulleitung, die Schulverwaltung sowie der Singsaal und die Mediathek.
Der Neubau aus dem Jahre 1993 beherbergt unter anderem die meisten Spezialklassenzimmer für naturwissenschaftliche Fächer sowie die Mensa.

## Persönlichkeiten
Lehrer
- Dagobert Böckel, 1858–1873; Rektor ab 1871
- Serge Ehrensperger, 1967–1970
- Ernst Leisi, 1906–1947, Rektor 1932–1944
- Ernst Herdi (Altphilologe und Historiker), Rektor 1944–1954, Verfasser der Thurgauer Geschichte von 1941
- Ernst Leumann, 1884
- Johannes Meyer, 1869–1908, Rektor 1874–1878
- Flurin Spescha, 1983/1984
- Theodor Vetter, 1884–1888

Schüler
- Otto Nägeli, Matura 1862
- Albert Bachmann, Matura 1881
- Fritz Enderlin, Matura 1905
- Ludwig Forrer (Bundesrat)
- Oskar Bandle, Matura 1944
- Elisabeth Binder, 1966–1970
- Eberhard Ernst Reinhardt
- Gerhard Fatzer
- Otto Frei, 1938–1942
- Claudius Graf-Schelling
- Heinrich Häberlin (Bundesrat), Matura 1887
- Fritz Herdi, 1934–1938
- Ludwig Hohl, 1916–1920
- Conrad Keller
- Eugen Keller
- Fritz Kesselring
- Brenda Mäder
- Andreas Pritzker, 1963/1964
- Hans Peter Ruprecht
- Hermann Danuser Matura 1965
- Kaspar Schläpfer
- Michael Stauffer, 1988–1992
- Ferdinand Strobel, Matura 1928
- Jost Winteler

## Belege
1. ↑  Schulleitung. In: www.kanti-frauenfeld.ch. Abgerufen am 30. April 2021.
2. ↑  Hanspeter Rebsamen: Frauenfeld. In: Gesellschaft für Schweizerische Kunstgeschichte (Hrsg.): INSA Inventar der neueren Schweizer Architektur 1850–1920. Band 4. Orell Füssli, Zürich 1982, ISBN 3-280-01398-4, Promenadenstrasse 12–14, S. 127–128, doi:10.5169/seals-5494 (e-periodica.ch).
3. ↑  Emil Baur: Die Kantonsschule in Frauenfeld. In: Die Schweizerische Baukunst. Band 4, Nr. 13, 1912, S. 197–207, doi:10.5169/seals-6206.
4. ↑  Thomas Wunderlin: Erweiterungsbau Kanti Frauenfeld: Abstimmungsresultat im Thurgau. 27. November 2022, abgerufen am 19. Oktober 2023.
5. ↑  Hauptgebäude der Kantonsschule Frauenfeld jubiliert. In: tg.ch. 15. April 2011, abgerufen am 19. Oktober 2023.